# Любомир Ангелов (футболист)
Любомир Ангелов – Старото е български футболист и треньор, нападател. Смятан за един от най-изявените футболисти в България в епохата преди Втората световна война, той дълги години е капитан на АС-23. Ангелов е най-резултатният играч за българския национален отбор, докато е действащ футболист, вкарайки 25 гола в 44 срещи.
Футболист с богато техническо умение, верен тактически поглед, трудно удържим в атаките и отличен реализатор.

## Клубна кариера
Като юноша играе за софийските клубове Тигър, Шипка, Атлетик, Софийска слава. През 1927 г. става част от АС '23, а през 1931 г. става капитан на отбора. Същата година тимът печели Държавното първенство, като на финала „асистите“ побеждават Шипченски сокол. През 1933 г. печели общинската купа Улпия Сердика.
Остава в отбора до 9 ноември 1944 г., когато АС '23 и още няколко клуба са обединени в Чавдар. Старото става капитан на обединения тим, където остава до 1947 г.
На клубно ниво има над 540 мача и 270 гола за АС '23 и Чавдар. Има общо 111 международни мача със 104 отбелязани гола.

## Национален отбор
Има 44 мача и 25 гола за националния отбор, 9 пъти е негов капитан. Носител на Купата на БОК (1931) и на Балканската купа (1932, 1935 г.). Голмайстор в турнира за Балканската купа през 1935 г. Участник в квалификациите за СП (1934, 1938 г.).

## Треньорска кариера
След приключване на състезателната си дейност е треньор, завършва Държавната треньорска школа (1948 г.). Богатия си опит предава в отборите на Спартак (Сф), Локомотив (Сф), Левски (Сф) и в Сирия. Старши треньор на „А“ националния отбор в 8 мача, „Б“ националния отбор в 23 мача, младежкия в 4 мача и юношеския в 13 мача. Съюзен треньор в БФС (1957 – 1962, 1965 – 1972 г.). Автор на „Ръководство по футбол“ (1941 г.), заедно с Климент Симеонов. Заслужил треньор (1965 г.), заслужил деятел на физкултурата.

## Статистика
| Клуб              | Дивизия                     | Сезон             | Първенство | Първенство | Купа на България | Купа на България | Купа „Улпия Сердика“ | Купа „Улпия Сердика“ | Други  | Други  | Общо   | Общо   |
| Клуб              | Дивизия                     | Сезон             | Мачове     | Голове     | Мачове           | Голове           | Мачове               | Голове               | Мачове | Голове | Мачове | Голове |
| ----------------- | --------------------------- | ----------------- | ---------- | ---------- | ---------------- | ---------------- | -------------------- | -------------------- | ------ | ------ | ------ | ------ |
| АС-23             | Столично първенство         | 1927/28           |            |            |                  |                  |                      |                      |        |        |        |        |
| АС-23             | Столично първенство         | 1928/29           |            |            |                  |                  |                      |                      |        |        |        |        |
| АС-23             | Столично първенство         | 1929/30           | 1+         | 1+         | -                | -                | —                    | —                    | -      | -      | 1+     | 1+     |
| АС-23             | Столично първенство         | 1930/31           | 5+         | 7+         | 2+               | 1+               | —                    | —                    | -      | -      | 7+     | 8+     |
| АС-23             | Столично първенство         | 1931/32           | 5+         | 2+         | -                | -                | 1+                   | 0+                   | -      | -      | 6+     | 2+     |
| АС-23             | Столично първенство         | 1932/33           | 9+         | 8+         | -                | -                | 3+                   | 3+                   | -      | -      | 12+    | 11+    |
| АС-23             | Столично първенство         | 1933/34           | 13         | 4          | -                | -                | 5                    | 5                    | -      | -      | 18     | 9      |
| АС-23             | Столично първенство         | 1934/35           | 11+        | 6+         | -                | -                | 3+                   | 3+                   | 1+     | 0      | 15+    | 6+     |
| АС-23             | Столично първенство         | 1935/36           | 4+         | 5+         | -                | -                | -                    | -                    | 4+     | 1+     | 8+     | 6+     |
| АС-23             | Столично първенство         | 1936/37           | 13         | 11         | -                | -                | -                    | -                    | -      | -      | 13     | 11     |
| АС-23             | Столично първенство         | 1937/38           | 9          | 12         | 2                | 3                | 1                    | 2                    | 3+     | 5+     | 15+    | 17+    |
| АС-23             | Национална футболна дивизия | 1938/39           | 12         | 6          | 4                | 3                | 1                    | 1                    | -      | -      | 17     | 10     |
| АС-23             | Национална футболна дивизия | 1939/40           | 14         | 9          | 2+               | 2+               | -                    | -                    | -      | -      | 16+    | 11+    |
| АС-23             | Столично първенство         | 1940/41           | 12         | 9          | 3+               | 2+               | 2                    | 0                    | -      | -      | 17+    | 11+    |
| АС-23             | Столично първенство         | 1941/42           | 13         | 4          | -                | -                | -                    | -                    | -      | -      | 13     | 4      |
| АС-23             | Столично първенство         | 1942/43           | 10+        | 8+         | -                | -                | -                    | -                    | -      | -      | 10+    | 8+     |
| АС-23             | Столично първенство         | 1943/44           | 7          | 11         | -                | -                | -                    | -                    | -      | -      | 7      | 11     |
| АС-23             | Общо                        | Общо              | 138+       | 103+       | 14+              | 11+              | 16+                  | 14+                  | 8+     | 6+     | 176+   | 134+   |
| Чавдар (София)    | Столично първенство         | 1944/45           | 6          | 5          | -                | -                | -                    | -                    | 1+     | 0+     | 7+     | 5+     |
| Чавдар (София)    | Столично първенство         | 1945/46           | 7          | 3          | 4+               | 0+               | -                    | -                    | -      | -      | 11+    | 3+     |
| Чавдар (София)    | Столично първенство         | 1946/47           | 5+         | 1+         | 5                | 2                | -                    | -                    | -      | -      | 10+    | 3+     |
| Чавдар (София)    | Втора софийска дивизия      | 1947/48           | 2          | 0          | 1+               | 1+               | -                    | -                    | -      | -      | 3+     | 1+     |
| Чавдар (София)    | Общо                        | Общо              | 20+        | 9+         | 10+              | 3+               | 0                    | 0                    | 1+     | 0+     | 31+    | 12+    |
| За цялата кариера | За цялата кариера           | За цялата кариера | 158+       | 111+       | 24+              | 14+              | 16+                  | 14+                  | 9+     | 6+     | 207+   | 146+   |